# Colletes taiwanensis
Colletes taiwanensis là một loài Hymenoptera trong họ Colletidae. Loài này được Dubitzki & Kuhlmann mô tả khoa học năm 2004.